# 841

## Esdeveniments
- Fundació de Dublín
- 25 de juny - Fontenoy-en-Puisaye - Carles II el Calb aliat amb Lluís el Germànic derrota Lotari I i Pipí II d'Aquitània en la batalla de Fontenoy-en-Puisaye pel repartiment de l'herència de Lluís I el Pietós.

## Necrològiques
- Glan-dar-ma, darrer emperador del Tibet